# Аварайрська битва

Аварайрська битва (вірм. Ավարայրի ճակատամարտ) (26 травня або 2 червня 451) — одна з найбільших битв в історії Вірменії, яка відбулася на Аварайрському полі (південніше сучасного міста Маку) між вірменами на чолі з полководцем Варданом Маміконяном, які повстали проти насильницького насадження зороастризму, і сасанідською армією, яка була втричі більшою за сили вірмен. У ході битви дві сторони понесли великі втрати, а сам Вардан Маміконян загинув в бою. Відсутність підмоги у повсталих і перехід на сторону Сасанідів деякої частини вірменської армії на чолі з марзапаном Васаком Сюні вирішили хід бою. Не дивлячись на хоробрість повсталих, вони були розгромлені переважаючими силами ворога, і, поділившись на малі загони, були змушені шукати притулок у важкодоступних гірських регіонах. Сасанідські війська поступово знищували осередки супротиву, деякі захоплені у полон керівники повстання були страчені. Але шокований масштабом повстання сасанідський правитель Єздігерд II був змушений відмовитися від насильного насадження вірменам зороастризму; тому він відновив самоврядування, повернув привілеї місцевій знаті і християнському духовенству. На сьогодні Вірменська апостольска церква шанує пам'ять Вардана Маміконяна и його побратимів (5 серпня).
Повстання вірмен проти влади Сасанідів в 449—451 роках і подальша доля вірменських полонених в Ірані описані лише у двох джерелах: в «Історії Вірменії» Лазара Парпеці та в праці «Про Вардана і війни вірменські» вірменського письменника Єгіше, невірменські ж джерела не згадують зовсім про ці події.

## Передумови
Приєднання Вірменії до Сасанідської імперії призвело до того, що вірмени виявилися залучені в тривалу боротьбу за незалежність проти експансії перського режиму, який прагнув затвердити в Вірменії зороастризм, офіційну релігію Сасанідів з останньої чверті III століття.
Жорстокі гоніння на християн тривали при Шапурі II (309—379) і при Арташирі II (379—383), в період війни з Візантією. Трохи покращалося становище християн при Шапурі III (383—388), коли відносини між Іраном і Візантією стабілізувалися. Варахран (Бахрам) IV Керманшах (388—399), який уклав з Візантією мир, не мав можливості вирішувати християнську проблему, оскільки всі зусилля зосередив на боротьбі з вторгненнями гуннів. Правління Єздігерда I (399—420) було відзначено віротерпимістю влади до релігійних меншин. На Помісному Соборі, скликаному в 410 році, були затверджені 22 церковних канони, що регламентували порядок обрання єпископів і управління єпархіями, а також був прийнятий Символ віри Нікейського собору. Однак, до кінця свого правління, Єздігерд I, намагаючись стримати поширення християнства, відновив гоніння проти християнських священиків. При Варахрані V (420—438) цими гоніннями керували вузург-фрамадар (головний міністр) Міхр-Нарс і мобедан-мобед (головний жрець) Міхр-Шапур. Переслідування торкнулися насамперед християн з вищої іранської знаті. Було розграбовано і зруйновано багато християнських храмів.
Перша спроба насильницького поширення зороастризму на закавказьких територіях, підвладних Персії (Вірменія, Іберія і Кавказька Албанія) була зроблена в правління Єздігерда II.

## ПочатокАнтисасанідського повстання 449—451 років
Цьому, однак, не судилося статися. Отримавши звістку про зречення вірменських нахарарів від своєї віри, християнське духовенство підняло народ на повстання. Коли перські маги прибули в прикордонне селище Ангх і спробували закрити церкви, місцеві жителі, озброєні киями і пращами, побили їх та змусили покинути територію селища.
Таким чином, повстання спочатку прийняло стихійні форми. Великі князі, більшість з яких зазнавали сорому і приниження від того, що їм довелося піти на удаване зречення від своєї віри, сховалися у своїх родових володіннях. Навіть ті, хто виступав за компроміс з персами, не наважувались відкрито про це заявляти.
До весни 450 року повстання охопило всю перську Вірменію. Керівництво повстанням взяли на себе марзпан Васак Сюні і спарапет Вардан Маміконян, разом з іншими відступниками публічно покаялися в скоєному гріху. Повстанці відправили посланців до візантійського імператора Феодосія II, але той, зайнятий відбиттям загрози з боку гуннів під проводом Аттіли, не зміг надати їм ніякої допомоги. Імператор Маркіян, який змінив його, уклав договір з персами, у якому зобов'язався не чинити ніякої допомоги вірменам. Антиперські рухи почалися також в Іберії і Албанії.

У квітні 451 року Єздігерд II, переконавшись що Маркіян не допомагатиме вірменам, направив проти повстанців велику армію під командуванням Мушкана Нісалавурта, до якої приєднався і Васак Сюні зі своїми прихильниками. Дізнавшись про похід сасанідської армії, Вардан зібрав в Арташаті 66-тисячну (згідно Єгіше) вірменську армію, де звернувся до воїнів з патріотичною промовою. На чолі армії Вардан попрямував назустріч персам, табір яких знаходився в гаварі Артаз, біля річки Тхмут на Аварайрській рівнині.

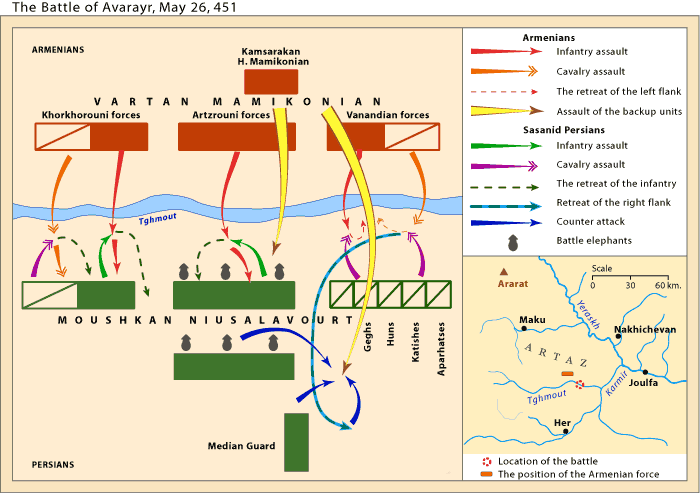
Схема військових дій

## Битва
Вирішальний бій відбувся 26 травня або 2 червня 451 року. Головнокомандувач вірмен Вардан Маміконян розділив війська на 3 частини, сам очолив війська лівого флангу, проти якого знаходилися найсильніші війська персів. Обидві сторони зазнали величезних втрат, тим не менш це не завадило вірменській армії стримати численне перське військо, яке до того ж було підкріплене бойовими слонами. Про жорстокість битви можна судити по повідомленню Єгіше, який порівнював армії, які зійшлися в бою, з грозовими хмарами, а квітучі поля «опинилися залиті рясними потоками крові». Після довгого бою перси оточили вірменські війська. Вардан Маміконян, який героїчно загинув у бою, став символом національної незалежності.

## Після битви

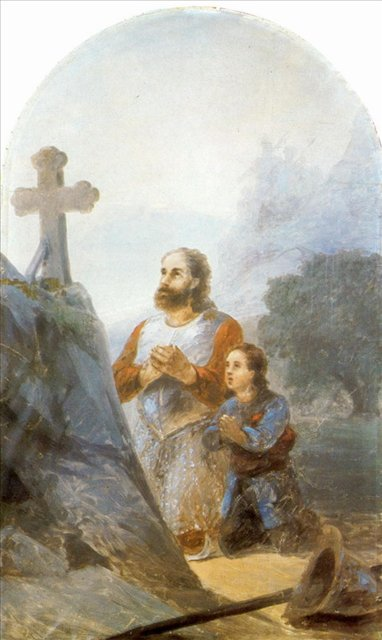
Клятва перед Аварайрською битвою (полководець Вардан Маміконян.) Іван Айвазовський 1892 г.

Вірмени сховалися в важкодоступних горах та фортецях, перейшли до партизанських дій і відмовилися здаватися. Перський командувач у своїх доносах царю відзначав, що всі каральні дії приводять не до підкорення, а тільки до розорення країни, що суперечить вченню зороастризму. Він також звинуватив Васака Сюні в неспроможності зупинити кровопролиття. Васак був відправлений в Ктесіфон, де його судили. На суді виявилася дворушна політика Васака Сюні: знайшлися його листи до візантійців, князям Грузії, Кавказької Албанії та іншим з метою допомогти повстанню. Навіть після Аварайрської битви Васак зрадив багатьох князів: він виманював їх з укріплень та захоплював їх володіння, а самих князів страчував або заарештовував. Єздігерд II засудив Васака до смерті; той помер в ув'язненні.